# U-50
O Unterseeboot 50 foi um submarino alemão da classe Tipo VIIB que serviu na Kriegsmarine durante o início da Segunda Guerra Mundial.
Em sua segunda patrulha, o u-boot foi afundado quando colidiu com minas do campo minado britânico No.7. Todos os 44 tripulantes do U-50 foram mortos. A barragem instalada em 3 de março de 1940, estava localizada próxima a ilha Terschelling, junto as Ilhas Frísias no Mar do Norte. As minas foram lançadas pelos navios de guerra de minas da Marinha Real Britânica HMS Express (H-61) (1934-1955), HMS Esk (H-15) (1934-1940), HMS Icarus (D-03) (1937-1946) e HMS Impulsive (D-11) (1938-1946).

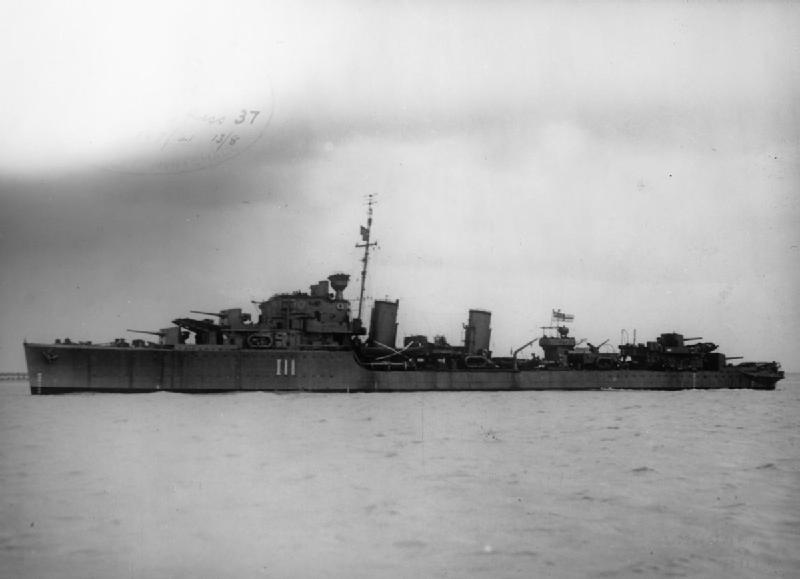
Contratorpedeiro HMS Impulsive.

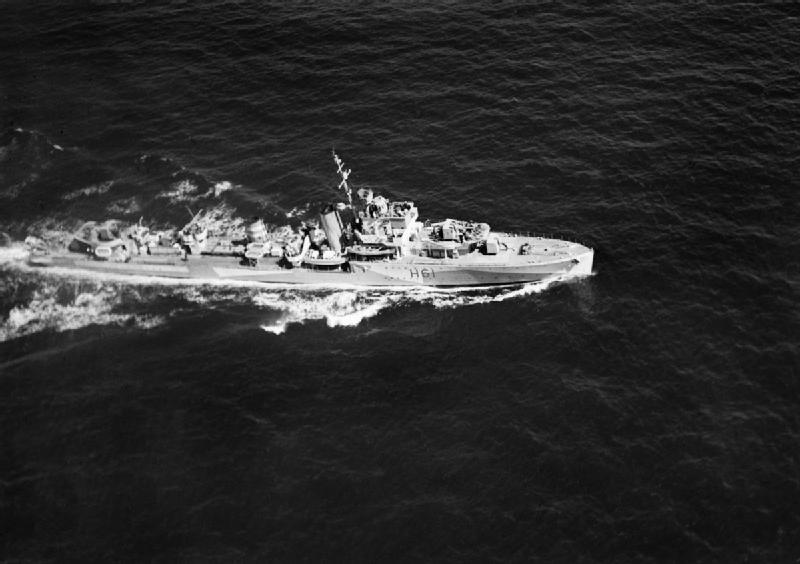
Contratorpedeiro HMS Express.

## Comandante
O U-50 teve o Kapitänleutnant Max-Hermann Bauer (1912-1940) como único comandante.

## Carreira

### Subordinação

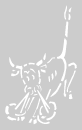
7. Unterseebootsflottille.

O submarino esteve sempre baseado em Kiel norte da Alemanha, sob as ordens da 7. Unterseebootsflottille.
| Período                                         | Flotilha                  | Situação operacional | Base |
| ----------------------------------------------- | ------------------------- | -------------------- | ---- |
| 12 de dezembro de 1939 - 31 de dezembro de 1939 | 7. Unterseebootsflottille | AB                   | Kiel |
| 1 de janeiro de 1940 - 4 de junho de 1940       | 7. Unterseebootsflottille | FB                   | Kiel |

AB (Ausbildungsboot) = u-boot utilizado em treinamento da tripulação
FB (Frontboot) = u-boot em condição de combate, atuando na linha de frente

### Patrulhas

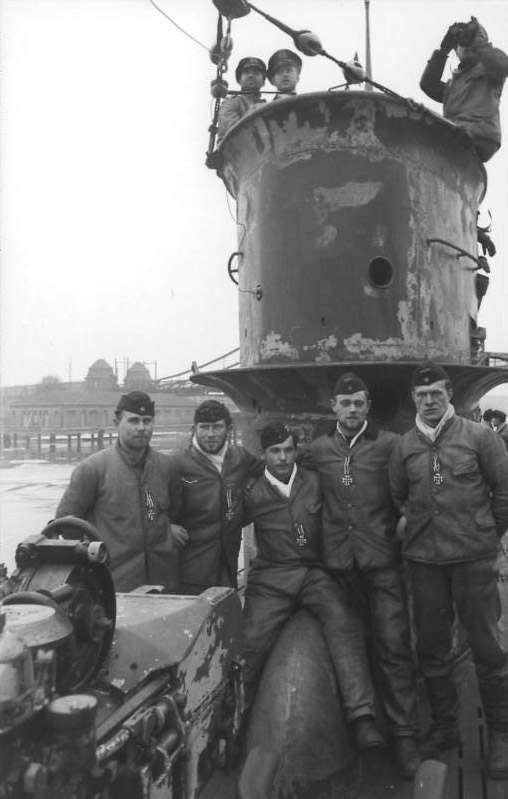
U-50 no porto de Wilhelmshaven (2 de março de 1940).

O U-50 esteve em operações por 30 dias...
|       | Comandante               | Partida                | Partida      | Chegada            | Chegada  | Dias    | Toneladas |
| ----- | ------------------------ | ---------------------- | ------------ | ------------------ | -------- | ------- | --------- |
| 1     | Kptlt. Max-Hermann Bauer | 6 de fevereiro de 1940 | Heligolândia | 4 de março de 1940 | Kiel     | 28      | 16 089    |
| 2     | Kptlt. Max-Hermann Bauer | 5 de abril de 1940     | Kiel         | 6 de abril de 1940 | afundado | 2       |           |
| Total | Total                    | Total                  | Total        | Total              | Total    | 30 dias | 16 089 t  |

Kptlt. (Kapitänleutnant) - Capitão-tenente

### Navios atacados pelo U-50
- 4 navios afundados num total de 16 089 GRT
- 1 navio danificado num total de 8 309 GRT[8][9][5]

| Data                    | Comandante        | Nome da Embarcação                | Toneladas | Nacionalidade |
| ----------------------- | ----------------- | --------------------------------- | --------- | ------------- |
| 11 de fevereiro de 1940 | Max-Hermann Bauer | SS Orania                         | 1 854     | Suécia        |
| 12 de fevereiro de 1940 | Max-Hermann Bauer | MV Albert L. Ellsworth danificado | 8 309     | Noruega       |
| 15 de fevereiro de 1940 | Max-Hermann Bauer | SS Maryland                       | 4 895     | Dinamarca     |
| 21 de fevereiro de 1940 | Max-Hermann Bauer | SS Tara                           | 4 760     | Países Baixos |
| 22 de fevereiro de 1940 | Max-Hermann Bauer | SS British Endeavour              | 4 580     | Reino Unido   |

SS (steam ship) - navio a vapor
MV (motor vessel) - navio a motor